# Kristoffer Bergström
Kristoffer Bergström (i riksdagen kallad Bergström i Högsön), född 8 maj 1880 i Råneå, död där 21 juli 1952, var en svensk lantbrukare och politiker. 
Kristoffer Bergström var riksdagsledamot i andra kammaren 1918-1924 (fram till 1921 för Norrbottens läns norra valkrets, från 1922 för Norrbottens läns valkrets) och företrädde Lantmanna- och borgarpartiet. Han skrev en egen motion om ersättning av Nedertorneå kommuns kostnader för epidemisjukvård.